# グレッグ・スクラッグズ
グレッグ・スクラッグズ（Greg Scruggs 1990年8月17日- ）はオハイオ州シンシナティ出身の元アメリカンフットボール選手。現役時代のポジションはディフェンシブエンド。

## 経歴

### プロ入り前
高校時代は、マーチングバンドでマルチテナードラム を叩いたり、2年間バスケットボール部でプレーしており、高校3年の時より、アメリカンフットボール部でプレーした。この年15試合にディフェンシブエンドとして出場、57タックル、9サック、2ファンブルフォース、3ファンブルリカバーをあげた。Rivals.com と Scout.com からは三つ星（Scout.com からは全米で56番目のディフェンシブエンドに評価された。）に評価された。高校時代の彼のコーチは、2013年NFLより表彰を受けた。
ルイビル大学に進学し、1年次の2008年は、3試合の先発を含む9試合に出場し4タックルをあげた。2年次の2009年には24タックル、1サックをあげた。3年次の2010年には、6試合の先発を含む12試合に出場し、14タックル、2サックをあげた。

### プロ入り後
2012年のNFLドラフト7巡でシアトル・シーホークスから指名された。
第7週の試合でプロ初サックをあげて、第9週のミネソタ・バイキングス戦でもサックをあげた。この年11試合に出場し、2サックをあげた。アトランタ・ファルコンズとのディビジョナルプレーオフでは、相手QBマット・ライアンにプレッシャーを与えて2回投げ急がせていた。
2013年5月、右ひざのACLの手術を行った。
2015年開幕前にFAとなった。
シーホークス退団後、シカゴ・ベアーズに加入し2年プレーし、2016年シーズン途中にニューイングランド・ペイトリオッツに移籍したが、ペイトリオッツでは試合出場はなかった。

### 現役引退後
2018年よりシンシナティ大学のチームスタッフとなり、2020年よりディフェンシブラインコーチに就任し、2年間務めた。
2022年シーズン、ニューヨーク・ジェッツのコーチに就任した。